# Ковынев, Борис Константинович
Бори́с Константи́нович Ко́вынев (настоящая фамилия Ковань, 1903—1970) — русский советский поэт.

## Биография
Родился 10 февраля (23 февраля по новому стилю) 1903 года в деревне Марьевка Полтавской губернии.
Его отец был участником русско-японской войны, с которой вернулся инвалидом, работал в акцизном ведомстве. Затем семья переехала в соседнее село Милорадово, где Борис окончил начальную школу и поступил в Полтавское реальное училище. В 1914 году семья переехала в Тифлис, здесь Ковынев окончил реальное училище. После Октябрьской революции, в 1920 году, стал организатором комсомольской ячейки, а затем — секретарём райкома комсомола в городе Боржоми. В 1921 году был делегатом IV Всероссийского съезда комсомола.
В 1923 году его первые стихи появились в газетах «Рабочая правда» (Тифлис) и «Рабочая Москва» (Москва). В 1924 году Борис Ковынев переехал в Москву. Здесь окончил литературный факультет ВХУТЕМАСа в 1926 году. Первая его книжка стихов вышла в 1925 году, вторая — в 1926 году («Последний из могикан»).

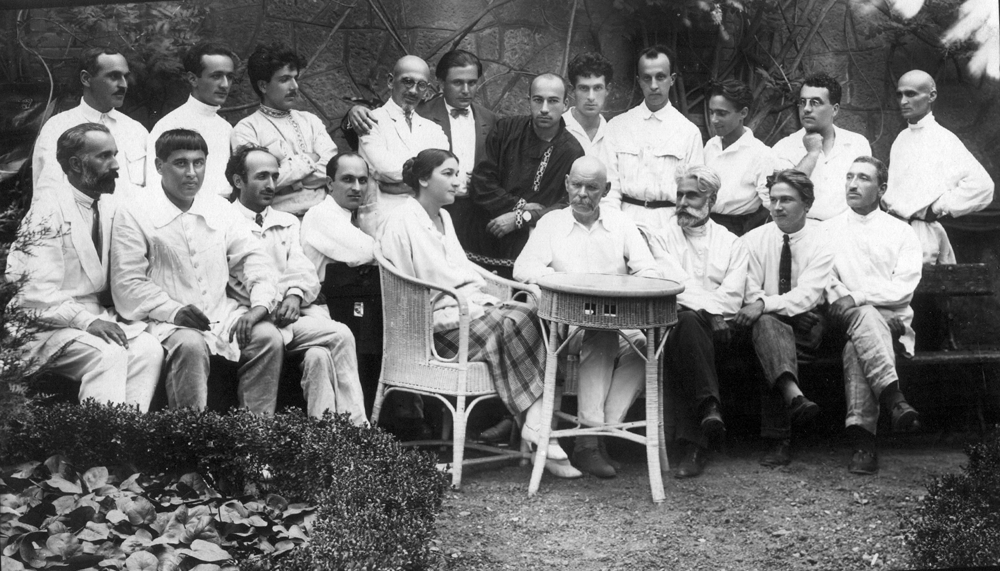
Максим Горький в гостях у грузинских писателей в саду Дворца писателей Грузии. 24 июля 1928 года. Ковынев — в первом ряду второй справа

Книги Ковынева рекомендовал к печати Максим Горький. Поэт был знаком с Сергеем Есениным и, по оценкам критиков, данный факт оказал влияние на ранний период его творчества. Хорошо был известен до Великой Отечественной войны. Наиболее популярные произведения Ковынева — авиамарш «Стальная эскадрилья» и песня «Двадцать второго июня, ровно в 4 часа» — зачастую исполнялись и печатались без указания авторства поэта, а последняя даже именовалась в советской печати народной.
После войны поэт долго не печатался, тяжело болел, лишь в 1959 году вышел его сборник «Искусство полёта».
Умер 3 марта 1970 года в Москве. Похоронен на Ваганьковском кладбище.

## Наиболее известные произведения

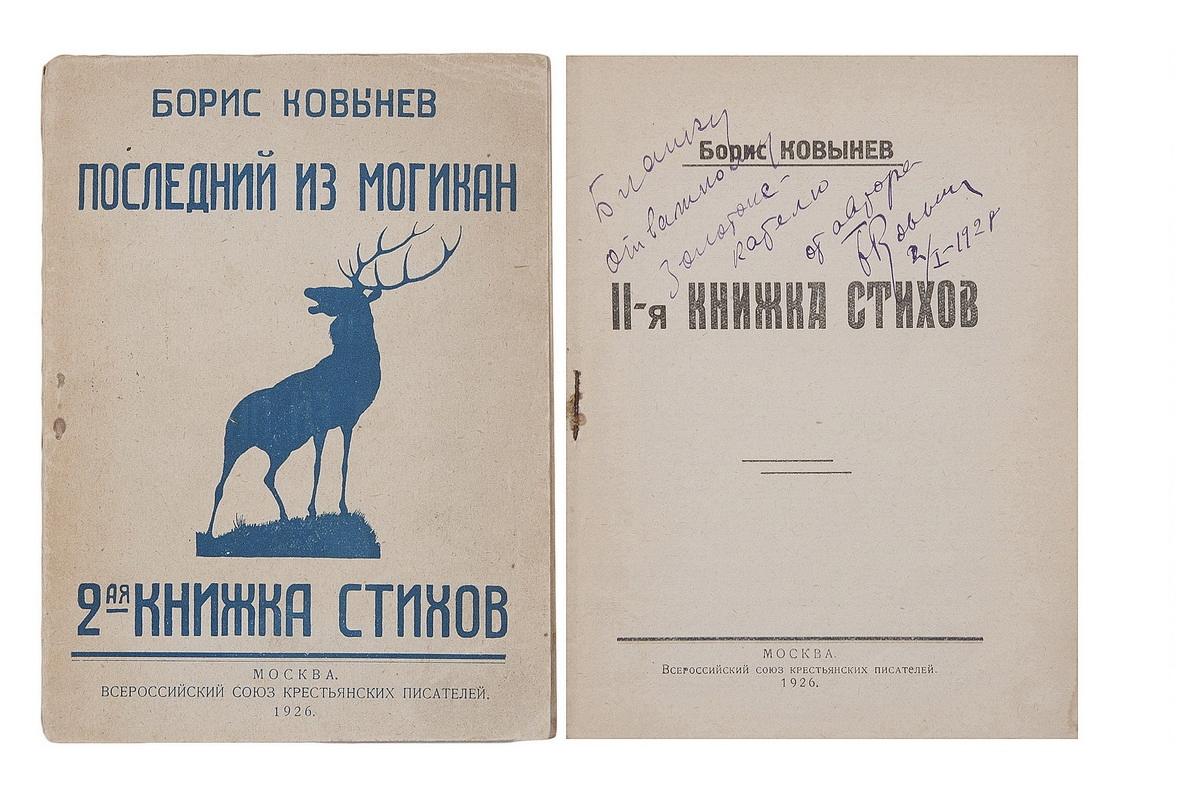
Обложка книги стихов «Последний из могикан» с автографом автора

- «Повесть об отпускнике Артёме, кулаке Бурьянове и Вихревском кооперативе» (в соавторстве с Александром Ясным и Джеком Алтаузеном). М., Новая Москва, 1925.
- Текст авиамарша «Стальная эскадрилья», 1927.
- Текст песни «Двадцать второго июня, ровно в 4 часа», 1941.